# Brede eikvaren
De brede eikvaren (Polypodium interjectum) is een vrij zeldzame varen uit de eikvarenfamilie (Polypodiaceae). De soort lijkt zowel in uiterlijk als in habitat sterk op de veel algemenere gewone eikvaren (Polypodium vulgare), maar beperkt zijn verspreiding vooral tot rivierkleigebieden.

## Naamgeving
- Synoniem: Polypodium vulgare subsp. prionodes (Arsch.) Rothm.
- Duits: Mittlerer Tüpfelfarn, Gesägter Tüpfelfarn
- Engels: Intermediate Polypody
- Frans: Polypode intermédiaire

## Kenmerken
De brede eikvaren is een middelgrote overblijvende, hemikryptofiete varen met korte, dikke, vertakte, kruipende rizomen bezet met spiesvormige schubben, en in losse bundels geplaatste, tot 70 cm lange en 8 cm brede eenvormige bladen. De bladsteel is meestal korter dan de bladschijf, scharnierend aan de basis, geel tot lichtgroen, met roodbruine schubben en aan de basis drie vaatbundels die naar de top tot één V-vormige bundel samensmelten. De bladen zijn winterhard, de jonge bladen verschijnen in de zomer.
De bladen zijn ovaal van vorm, afgeknot aan de basis, lichtgroen gekleurd, onbehaard, soms lederachtig aanvoelend, en diep gelobd, niet volledig gedeeld. De 18 tot 22 paar blaadjes van tweede orde staan verspreid langs de bladsteel, de langste in het midden, de bladranden ondiep getand, de zijnerven twee of drie maal gevorkt. De onderste deelblaadjes staan naar voren gericht en in een horizontale stand gedraaid. De bovenste blaadjes zijn puntig.
De sporenhoopjes zijn in het begin eirond, later rond en liggen tussen de middennerf en de bladrand op de bovenste helft van de blaadjes aan de onderzijde. Er is geen dekvliesje. De sporen zijn rijp in de zomer.
Uiterlijke kenmerken
Het sporangium (sporendoosje) heeft een annulus (een verticale lijn van bijzondere, verdikte cellen van de sporangiumsteel tot de top, die een rol speelt bij het openen van het sporendoosje) met onderaan twee of drie onverdikte cellen en daarboven 7 tot 12 verdikte cellen.

## Habitat
De brede eikvaren komt net als de gewone eikvaren voor op droge, voedselarme, vooral kalkhoudende grond, op zonnige tot halfbeschaduwde plaatsen, zoals in houtwallen, lichte loofbossen, op duinhellingen, oude muren en kaden, in knotwilgen en op boomstronken. In tegenstelling tot de gewone verkiest hij voornamelijk rivierkleigronden.

## Voorkomen
De brede eikvaren is een soort met een wijde verspreiding over Europa, van Ierland, Groot-Brittannië en Scandinavië tot het Middellands Zeegebied. Over het algemeen heeft hij een zuidelijker verspreidingsgebied dan de gewone eikvaren.
Hij is in België zeldzaam in Vlaanderen (vooral in de kuststreek) en in de Ardennen. In Nederland is de soort vrij algemeen in de Hollandse en Zeeuwse duinen van het Renodunaal District en vrij zeldzaam in het rivierengebied en in Zuid-Limburg.

## Verwante en gelijkende soorten
De brede eikvaren heeft in Europa twee nauwe verwanten, de gewone eikvaren (Polypodium vulgare), en de zuidelijke eikvaren (Polypodium cambricum). Uit DNA-onderzoek is gebleken dat de brede eikvaren een oude hybride van deze twee soorten is, met intermediare kenmerken in zowel vorm als habitat. Dat maakt het onderscheid tussen de drie soorten, vooral waar ze samen voorkomen, zeer moeilijk.
Een extra moeilijkheid is het voorkomen van een nieuwere hybride tussen de brede en de gewone eikvaren, de bastaardeikvaren (Polypodium ×mantoniae).
De meeste verschillen tussen brede en gewone eikvaren zijn slechts relatief: de bladen van de eerste zijn meestal groter en breder, de bladslipjes puntiger, de langste bladslipjes in het midden. De sporenhoopjes zijn meer elliptisch van vorm.
Het enige zekere determinatiekenmerk is de vorm van het sporendoosje en het aantal cellen in de annulus, maar dit is enkel door microscopisch onderzoek vast te stellen.

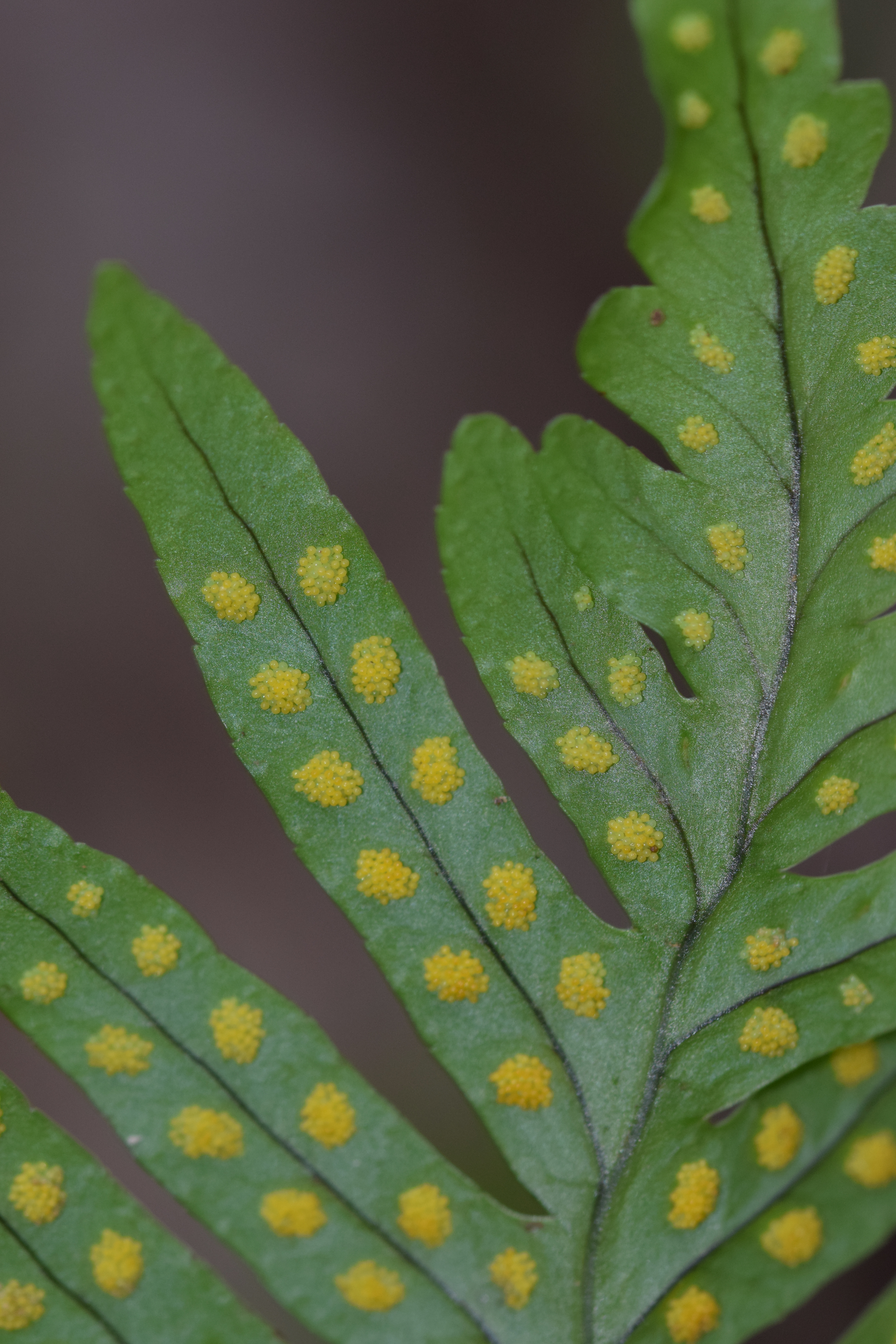
Sporenhoopjes van Brede eikvaren. De hoopjes zijn min of meer elliptisch.

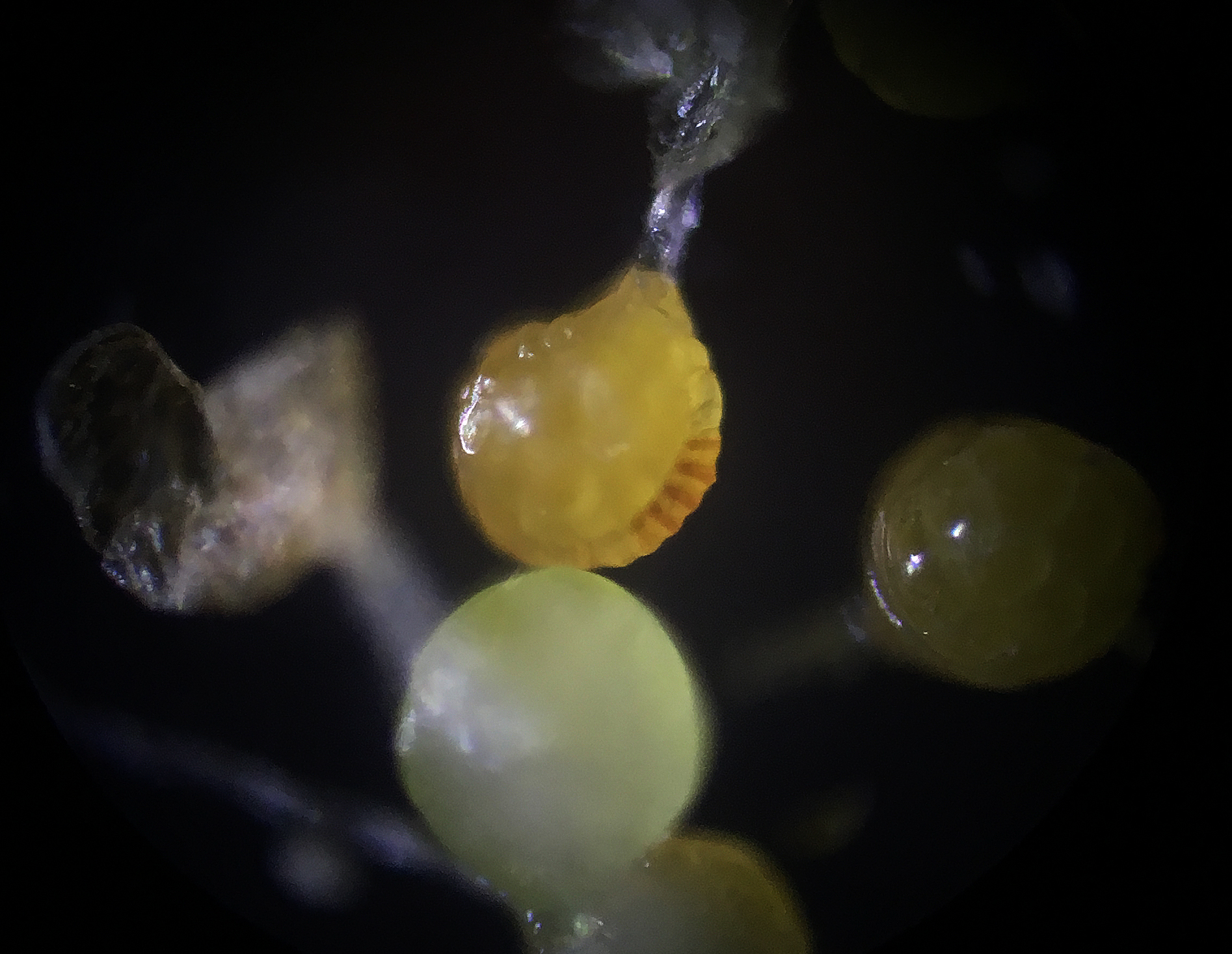
Sporangium van Brede eikvaren. Annulus met zeven verdikte cellen, gevolgd door drie onverdikte cellen, gevolgd door de aanhechting aan het sporangiumsteeltje.

## Zeldzaamheid en bescherming
De brede eikvaren wordt in Vlaanderen en Nederland niet vermeld op de rode lijsten.
... · P. azoricum · P. cambricum (Zuidelijke eikvaren) · P. interjectum (Brede eikvaren) · P. macaronesicum · P. vulgare (Gewone eikvaren) · P. ×mantoniae (Bastaardeikvaren) · ...